# William George Unruh
William George »Bill« Unruh, FRS, kanadski fizik, astrofizik in kozmolog, * 28. avgust 1945, Winnipeg, Manitoba, Kanada.
Unruh je najbolj znan po pojavu, opazovanju sevanja črnega telesa v različnih opazovalnih sistemih. Deluje na Univerzi Britanske Kolumbije (UBC) v Vancouvru.

## Življenje in delo
Diplomiral je leta 1967 na Univerzi Manitobe v Winnipegu, magistriral leta 1969 in doktoriral leta 1971 na Univerzi Princeton pod Wheelerjevim mentorstvom.
Unruh je prispeval k razumevanju gravitacije, črnih lukenj, fizikalne kozmologije, kvantnih polj in ukrivljenih prostorov, vključno z Unruhovim pojavom. Prispeval je k osnovam kvantne mehanike, kot je na primer področje dekoherence in vprašanje časa v kvantni mehaniki. Pomagal je razjasniti pomen nekrajevnosti v kvantnem kontekstu, še posebej, da kvantna nekrajevnost ne sledi iz Bellovega izreka in, da je kvantna mehanika krajevna teorija. Unruh je tudi eden od glavnih kritikov Afšarjevega poskusa.
V zadnjem času je prek spleta podal misli o kvantnem računalništvu in kvantni kriptografiji. Nadaljuje s svojim dejavnim raziskovanjem na področju kvantne gravitacije in dvomi v teorijo strun.
Unruhov pojav, ki ga je Unruh odkril leta 1976, predvideva, da bo opazovalec v pospešenem opazovalnem sistemu opazil sevanje črnega telesa, mirujoči opazovalec pa ne. Pospešeno gibajoči opazovalec se bo tako znašel pred toplejšim ozadjem. Kvantno stanje, ki je za opazovalce v inercialnih sistemih osnovno stanje, enakomerno pospešeno gibajoči se opazovalec vidi kot termodinamično ravnovesno stanje. Unruhov pojav tako pomeni, da je predstava o vakuumu odvisna o poti opazovalca skozi prostor-čas.
Unruhov pojav je moč izraziti s preprosto enačbo, ki podaja ustrezno energijo kT enakomerno pospešenega delca:
{\displaystyle kT={\frac {\hbar a}{2\pi c}}\!\,.}
Unruhov pojav se lahko opazi le pri vidnem Rindlerjevem obzorju. Če se med delec in obzorjem postavi ohlajeno pospešeno steno pri stalni Rindlerjevi koordinati {\displaystyle \rho _{0}}, je toplotni mejni pogoj za teorijo polja v {\displaystyle \rho _{0}} temperatura stene. Če je pozitivna stran {\displaystyle \rho } stene hladnejša, je hladnejši tudi podaljšek stanja stene {\displaystyle \rho >\rho _{0}}. S pošpešenega zemeljskega površja posebej ni toplotnega sevanja, kot tudi ne za detektor, ki pospešuje po krožnici, saj pod temi okoliščinami v opazovani smeri ni Rindlerjevega obzorja. Temperatura vakuuma, ki ga opazuje izolirani opazovalec z Zemljinim težnim pospeškom g = 9,81 m/s², je le {\displaystyle 4\cdot 10^{-20}} K. Za preskus Unruhovega pojava načrtujejo pospeške do 1026 m/s², kar bi dalo temperturo približno 400,000 K.
Unruh je med prvimi strogo podal, da Kerrova črna luknja spontano oddaja delce. Vakuum brez delcev, kot ga je opredelil v svojih raziskavah nastajanja delcev iz vakuuma pod vplivom močnega gravitacijskega polja, se imenuje Unruhov vakuum.
Unruh je navdušen nad glasbo in poučuje njeno fiziko. Njegovo področje zanimanja ne seže le v fiziko gravitacije, ampak tudi v navidez zelo različna področja znanosti, kot so na primer zelo učinkovite celice za hranjenje energije. Je tudi navdušen uporabnik Unixa. Njegovo Erdősevo število je 3.

## Izbrana dela
- Unruh, William George (1976), »Notes on Black Hole Evaporation«, Phys. Rev. D, 14 (4): 870–892, Bibcode:1976PhRvD..14..870U, doi:10.1103/PhysRevD.14.870
- Unruh, William George; Wald, Robert Manuel (1989), »Time and the Interpretation of Canonical Quantum Gravity«, Phys. Rev. D, 40 (8): 2598–2614, Bibcode:1989PhRvD..40.2598U, doi:10.1103/PhysRevD.40.2598
- Unruh, William George; Żurek, Wojciech Hubert (1989), »Reduction of a wave packet in quantum Brownian motion«, Phys. Rev. D, 40 (4): 1071, doi:10.1103/PhysRevD.40.1071
- Choptuik, Matthew William; Unruh, William George (1986), »An introduction to the Multi-Grid Method for Numerical Relativists«, General Relativity and Gravitation, 18 (8): 813–843, Bibcode:1986GReGr..18..813C, doi:10.1007/BF00770203